# Cà Berlone
Cà Berlone ist eine Ortschaft sowie ein Ortsteil (Curazie) der Gemeinde (Castello) San Marino der Republik San Marino.

## Geografie
Cà Berlone befindet sich im Nordwesten der Gemeinde San Marino und im Westen der Republik San Marino auf einer Höhe von etwa 300 bis 350 Metern. Es liegt unter dem Hügel Monte Cucco, nahe der Grenze zur Gemeinde Chiesanuova. Nicht weit vom Dorf entfernt, an der Grenze zu Italien, befindet sich ein Industriegebiet. Durch den Ort führt die Straße Strada Prima Gualdaria.